# Italienische Eishockeymeisterschaft 1932
Die Saison 1932 war die sechste Austragung der italienischen Eishockeymeisterschaft. Meister wurde zum ersten Mal in der Vereinsgeschichte die SG Cortina.

## Qualifikation

### Westliche Gruppe
| 19. Januar 1932 | Excelsior Milano Mugli II Codognato | 2:1 | Ambrosiano Milano Bordoni | Mailand |

| 20. Januar 1932 | HC Milano II Benni (III. 12.) Trovati II | 2:1 (0:1, 0:0, 1:0, 0:0, 0:0, 1:0) | Excelsior Milano Redegalli | Mailand |

|    | Klub              | Sp | S | U | N | Tore | Punkte |
| -- | ----------------- | -- | - | - | - | ---- | ------ |
| 1. | HC Milano II      | 1  | 1 | 0 | 0 | 2:1  | 2      |
| 2. | Excelsior Milano  | 2  | 1 | 0 | 1 | 3:3  | 2      |
| 3. | Ambrosiano Milano | 1  | 0 | 0 | 1 | 1:2  | 0      |

Sp = Spiele, S = Siege, U = Unentschieden, N = Niederlagen

### Östliche Gruppe
| 19. Januar 1932 | SG Cortina II Maioni Eigentor Maioni Franceschi | 4:0 (1:0, 2:0, 1:0) | HC Ortisei | Cortina d’Ampezzo |

| 20. Januar 1932 | SG Cortina | 10:0 | HC Ortisei | Cortina d’Ampezzo |

| 20. Januar 1932 | SG Cortina | 2:1 | SG Cortina II | Cortina d’Ampezzo |

|    | Klub          | Sp | S | U | N | Tore | Punkte |
| -- | ------------- | -- | - | - | - | ---- | ------ |
| 1. | SG Cortina    | 2  | 2 | 0 | 0 | 35:2 | 4      |
| 2. | SG Cortina II | 2  | 1 | 0 | 1 | 7:18 | 2      |
| 3. | HC Ortisei    | 2  | 0 | 0 | 2 | 6:28 | 0      |

Sp = Spiele, S = Siege, U = Unentschieden, N = Niederlagen

## Finalqualifikation
| 24. Januar 1932 | SG Cortina | 0:0 n. V. (0:0, 0:0, 0:0, 0:0, 0:0, 0:0) | HC Milano II | Alleghe |

| 26. Januar 1932 | SG Cortina Zanoletti (I. 5.) Francesco De Zanna (I. 12.) Francesco De Zanna (II. 3.) Leo Menardi (II. 13.) Francesco De Zanna Leo Menardi Egidio Apollonio | 7:0 (2:0, 2:0, 3:0) | HC Milano II | Cortina d’Ampezzo |

## Finale
| 7. Februar 1932 | SG Cortina Leo Menardi (10.) De Zanna (53.) | 2:1 (0:0, 1:0, 1:1) | Hockey Club Milano Luigi Venosta (50.) | Cortina d’Ampezzo |

## Meistermannschaft
Egidio Apollonio – Rinaldo Bigontina – Eraldo De Zanna – Francesco De Zanna – Guido Franceschi – Leo Menardi – Gigi Zambelli – Rinaldo Zardini – Roberto Zardini